# Efferia auribarbis
Efferia auribarbis är en tvåvingeart som först beskrevs av Christian Rudolph Wilhelm Wiedemann 1821.  Efferia auribarbis ingår i släktet Efferia och familjen rovflugor. Inga underarter finns listade i Catalogue of Life.